# Uus Eesti
Uus Eesti (littéralement « L'Estonie nouvelle ») est un journal publié en Estonie du 18 septembre 1935 jusqu'à l'occupation soviétique du pays le 21 juin 1940. Les Soviétiques le remplaceront en 1940 par Rahva Hääl.

## l'équipe du journal
Les éditeurs en chefs étaient Tupits Arthur et Hugo Kukke.
Parmi les contributeurs on peut citer Johannes Aavik, le métropolite Aleksander, Hans Alver, Oskar Angelus, Linda Eenpalu, August Gailit, Mihkel Hansen, Jüri Jaakson, Juhan Jaik, Jaan Järve, Oskar Kask, Tõnis Kint, Johannes Klesment, Paul Kogerman, Hanno Kompus, Heinrich Lauri, Hans Leesment, Eugen Maddisoo, Mait Metsanurk, Elmar Muuk, Ants Piip, Jaan Roos, Oskar Rütli, Karl Schlossmann, Jaan Soots, Friedebert Tuglas, Aleksander Tõnisson, Marie Under, Anton Uesson, Aleksander Veiderma, Värdi Velner, Henrik Visnapuu et Paul Öpik.